# Prospective territoriale
 (juillet 2014).
La prospective territoriale est un type de prospective orienté sur le devenir des territoires.

## Des disciplines
- Sociologie : identifier les mutations de société susceptibles de bouleverser les territoires
- Aménagement du territoire et urbanisme
- Géographie : définir les forces et les enjeux des territoires

## Des acteurs
- DATAR : détectent les signaux faibles pour créer des cahiers de tendances (architecture d'intérieur, mode ...)
- Intercommunalités :
- Conseil général (France) : élabore des schémas sur les compétences service
- Conseil régional (France) : élabore les schémas structurant à l'échelle de ses compétences économique, aménagement, transport
- CNIG : promotion du SIG à l'échelle nationale (préconisations et animations de groupes de réflexion)
- sociologues : observent et analysent les sociétés
- politiques : essayent de prendre les décisions en intégrant les enjeux liés à leurs mandats
- statisticiens : quantifier les composantes de la société
- économistes : chiffrer les tendances économiques
- géographe : réflexion et propositions (en termes financiers, environnementaux...)
- Urbanistes : analyse transversale sur le devenir des territoires
- transporteurs (SNCF, ASF, sociétés aériennes)

## Des outils
- Projet de territoire : planifier l'organisation des territoires pour les 10 ans à venir
- Agenda 21 : plan d'action mis en place par les collectivités à long terme en développement durable
- SRADT : outil mis en place par la Région pour planifier à moyen terme
- Chorème : outil de conceptualisation des territoires
- SIG comme outil qui permet de faire converger d'immenses bases de données, il est aujourd'hui un outil majeur d'aide à la décision sur le plan spatial
- Statistiques : Insee, CREDOC